# 竹蓋幸生
竹蓋 幸生（たけふた ゆきお、1935年5月20日 - 2014年4月30日）は、日本の英語教育学者。千葉大学名誉教授。専門は英語教育学、英語音声学、システム工学、教育工学。

## 人物
千葉県出身。英語音声学、英語教育学、システム工学などの研究により、日本の高等教育機関における英語教育に貢献した。英語教育総合システム「三ラウンド・システム（3 Step System）」を基盤として開発されたCALL（Computer-assisted language learning）教材は、多角的な評価を受けた結果、従来の教材に比べて学修の効果や効率が極めて高いことが実証され、全国の高等教育機関で継続的に使用されている。

## 学歴
- 1958年3月 千葉大学教育学部中学校教員養成課程（英語科）卒業
- 1963年9月 米国オハイオ州立大学大学院社会行動科学部音声言語学研究科音声言語科学専攻修士課程入学（フルブライト法による留学）
- 1964年12月 同上修了　Master of Artsの学位授与
- 1965年1月 米国オハイオ州立大学大学院社会行動科学部音声言語学研究科音声言語科学専攻博士課程入学
- 1966年12月 同上修了　Doctor of Philosophyの学位授与
- 1967年6月 米国パデュー大学短期研修講座「コミュニケーション理論の最新動向」修了

## 主な職歴
- 1958年4月-1959年8月　千葉県八日市場市立中央中学校教諭（英語）
- 1959年9月-1966年6月　千葉県立匝瑳高等学校教諭（英語）
- 1963年10月-1966年12月　米国オハイオ州立大学社会行動科学部音声言語学科助手
- 1967年1月-1968年6月　米国オハイオ州立大学社会行動科学部音声言語学科研究員
- 1967年9月-1968年6月　米国オハイオ州立大学社会行動科学部音声言語学科交換・客員助教授
- 1968年7月-1969年10月　千葉大学教育学部講師
- 1969年10月-1977年12月　千葉大学教育学部助教授
- 1970年6月-1970年8月　米国オハイオ州立大学社会行動科学部客員研究員
- 1970年9月-1971年1月　米国ハワイ大学文理学部客員準教授
- 1971年2月-1971年6月　米国オハイオ州立大学社会行動科学部客員助教授
- 1972年10月-1974年6月　米国オハイオ州立大学準教授
- 1976年6月-1978年3月　大阪大学言語文化部助教授（併任）
- 1978年1月-2001年3月　千葉大学教育学部教授
- 1978年4月-1979年3月　大阪大学教授（併任）
- 2001年4月-2009年3月　文京女子大学（現・文京学院大学）教授
- 2003年4月-2005年3月　文京学院大学外国語学部長
- 2005年4月-2009年3月　文京学院大学外国語学研究科長

## 功績

### 教育及び研究面について
47年の長きにわたって、英語音声学、英語教育学、システム科学という複数の分野において独創的な研究を精力的に続け、数多くの著書、論文を発表しており、世界的に認知されている研究者である。また、他に先駆けて、国際的に活躍するグローバル人材の育成を目標に掲げ、学部及び大学院において、国内外で活躍する多数の有能な若手研究者、人材を輩出した。
科学的な英語教育の基礎となる関連諸分野の研究をまとめた『日本人英語の科学』、『ヒアリングの行動科学』両著の出版に対して、大学英語教育学会より学会賞が授与されている。
1991年には、それまで同人が実践してきた基礎研究を基盤に、英語聴解力と英語語彙力の養成に極めて高い効果、効率をもたらす「三ラウンド・システム（3R）」と呼ばれる独創的な指導理論を構築した。3Rは、広範な学問分野の知見を総合的、学際的見地からシステム科学の手法で一つの指導システムにまとめたもので、画期的な研究成果と言える。
千葉大学外国語センター（現・言語教育センター）に採用された同人の研究室の修了生らが、3Rの理論に基づいて開発したCALL教材（Computer-assisted Language Learning用のコースウェア）で実践した指導実践に対しては、大学英語教育学会より大学英語教育学会実践賞（1996年）が授与され、さらに同人が教育学部の学生を指導した実践報告には、千葉大学Open Research‘99において学長からポスター賞を授与された。その後、2000年度から文部科学省科学研究費補助金による特定領域研究(A)計画研究カ「外国語CALL教材の高度化の研究」の研究代表者を務め、そこで開発された3Rに基づいたCALL教材は、2001年度から現在に至るまで数多くの教育機関にて活用されている。
このように、英語教育研究における理論と実践との関係を明確に定義した上で、基礎研究を重ねて構築した自らの理論をもとに効果的な実践研究を遂行した例は稀である。「三ラウンド・システムの構築、その検証と教育実践」という一連の研究に対して、2007年に外国語教育メディア学会より学術賞が授与された。

### 教育行政面について
1982年4月の教育学研究科、1986年4月、将来的には自然科学研究科の一専攻となることを予定して設置された工学研究科生産科学専攻（博士課程）の創設にあたっては、千葉大学教育学部大学院設置副委員長、千葉大学総合大学院問題特別調査委員会の学長指名の委員を務めるなど、大学の研究科の充実・発展に寄与した。
千葉大学の教養部の改組に際しては、吉田亮千葉大学学長（当時）の要請により、CALLによる指導を中心とした外国語センター（現・言語教育センター）の設置を提案し実現させるなど、大学改革にも積極的に尽力した。
1989年4月から1994年3月までの5年間にわたり千葉大学教育学部附属中学校長を務め、大学における教育、研究の発展及び改善のみならず、教育学部附属学校の発展、充実及び運営にも貢献した｡これらの地方教育行政への尽力及び顕著な功績に対して2008年10月文部科学大臣より表彰された。

### 学会、社会的活動について
日本音声学会評議員、大学英語教育学会評議員、外国語教育メディア学会関東支部運営委員、評議員等、諸学会、研究会において要職を歴任するとともに、国内外の学会において数多くの研究発表を行い、その独創的で顕著な学会活動によって学会の発展に寄与した。
千葉県高等学校改編推進協議会副会長、千葉県産業教育審議会委員、千葉県高等学校将来計画協議会会長、千葉県進路指導に関する中高連絡協議会会長、千葉県公私立高等学校協議会会長、千葉市民文化大学運営委員、そして千葉市教育委員会教育委員長を４期４年務めるなど、地域社会の教育の振興に尽力した。
文部省（現・文部科学省）の長年にわたる英語教育指導者講座講師、情報教育指導者養成講座講師、メディア教育開発センター（現・放送大学 ICT活用・遠隔教育センター）のメディア教材開発事業委員会委員、メディア教材制作チーム・アドバイザー、参議院国民生活に関する調査会の参考人なども務めた。
米国の学術誌Journal of Psycholinguistic Researchの編集委員を務め、米国オハイオ州保健局のコンサルタント、米国オハイオ州立大学準教授、米国ハワイ大学の準教授として招聘され、さらにフルブライト制度による留学生試験口頭試問審査員を務めるなど、国境を越えた教育の振興にも貢献した。

### 受賞・受章歴
- 1984年　大学英語教育学会学会賞
- 1999年　千葉大学Open Research'99ポスター賞
- 2007年　外国語教育メディア学会学術賞[5]
- 2008年　地方教育行政功労者表彰（文部科学大臣表彰）
- 2014年　正四位、瑞宝中綬章

## 著作

### 主な著書（単著）
- 『コンピューターの見た現代英語』エデュカ出版、1981年
- 『日本人英語の科学』研究社出版、1982年
- 『ヒアリングの行動科学』研究社出版、1984年
- 『ヒアリングの指導システム』研究社出版、1989年
- 『英語教育の科学』アルク、1997年

### 主な著書（共著）
- 『英語教師のパソコン』エデュカ出版、1986年
- 『英語科のＣＡＩ』エデュカ出版、1987年
- 『プロシード英和辞典』福武書店、1988年
- 『これからの大学英語教育―CALLを活かした指導システムの構築』岩波書店、2005年

### 文部省検定高校用教科書（共著）
- 『POLESTAR English CourseⅠ』数研出版、1993年
- 『Listen to the World OC－B』教育出版、1994年
- 『POLESTAR English CourseⅡ』数研出版、1994年
- 『Revised POLESTAR English Course』数研出版、1997年
- 『Listen to the World OC－B, New Edition』教育出版、1997年
- 『Revised POLESTAR English Course』数研出版、1998年

### 大学生、社会人用CALL教材（監修）
下記のCALL教材（27枚）を監修。いずれも、英語聴解力を効果的に養成するための指導理論、「三ラウンド・システム」に基づいて制作されたコースウェア。１枚につき、約30時間の学習を要する。
- 『Listenovate』NEC、1993年
- 『Listenovate for Windows』NEC情報システムズ、1996年
- 『College Lectures』メディア教育開発センター、1999年
- 『People Talk』メディア教育開発センター、1999年
- 『TV-News』メディア教育開発センター、2000年
- 『Movie Time 1』メディア教育開発センター、2000年
- 『Movie Time 2』メディア教育開発センター、2000年
- 『College Life』文部科学省研究費補助金、2001年
- 『First Listening』文部科学省研究費補助金、2001年
- 『Medical English 1』メディア教育開発センター、2001年
- 『Introduction to College Life』文部科学省研究費補助金、2002年
- 『College Life II』文部科学省研究費補助金、2003年
- 『English for Science 1』メディア教育開発センター、2003年
- 『English for Science 2』メディア教育開発センター、2003年
- 『New York Live』千葉大学、2004年
- 『International Students』千葉大学、2005年
- 『American Daily Life』千葉大学、2005年
- 『People at Work』千葉大学、2006年
- 『Enjoy Listening』船橋市教育委員会、2007年
- 『Gateway to Australia』千葉大学、2008年
- 『You've Got M@il』千葉大学、2009年
- 『A Bit of Britain』千葉大学、2009年
- 『First Step Abroad』千葉大学、2009年
- 『Canadian Ways』千葉大学、2010年
- 『AFP News from the World』千葉大学、2012年
- 『World Health Issues』千葉大学、2013年
- 『English for Nursing Science』千葉大学、2014年

### 主な通信教材（監修）
- 「ヒアリングマラソン・中級コース」Vol.1～Vol.6、アルク、2002年[6]
- 「ヒアリングマラソン・ベーシックkikuzo!」Vol.1～Vol.6、アルク、2004～2005年[7]